# Marcy (Rhône)
Pour les articles homonymes, voir Marcy.
Marcy, nommée parfois Marcy-sur-Anse, est une commune française située dans le département du Rhône, en région Auvergne-Rhône-Alpes.

## Géographie

### Climat
Pour des articles plus généraux, voir Climat d'Auvergne-Rhône-Alpes et Climat du Rhône.
En 2010, le climat de la commune est de type climat océanique altéré, selon une étude du Centre national de la recherche scientifique s'appuyant sur une série de données couvrant la période 1971-2000. En 2020, Météo-France publie une typologie des climats de la France métropolitaine dans laquelle la commune est exposée à un climat de montagne ou de marges de montagne et est dans la région climatique  Nord-est du Massif Central, caractérisée par une pluviométrie annuelle de 800 à 1 200 mm, bien répartie dans l’année. 
Pour la période 1971-2000, la température annuelle moyenne est de 11,3 °C, avec une amplitude thermique annuelle de 17,4 °C. Le cumul annuel moyen de précipitations est de 852 mm, avec 9,7 jours de précipitations en janvier et 7 jours en juillet. Pour la période 1991-2020, la température moyenne annuelle observée sur la station météorologique de Météo-France la plus proche, « Pommiers », sur la commune de Pommiers à 4 km à vol d'oiseau, est de 12,6 °C et le cumul annuel moyen de précipitations est de 778,0 mm,. Pour l'avenir, les paramètres climatiques de la commune estimés pour 2050 selon différents scénarios d'émission de gaz à effet de serre sont consultables sur un site dédié publié par Météo-France en novembre 2022.

## Urbanisme

### Typologie
Au 1er janvier 2024, Marcy est catégorisée commune rurale à habitat dispersé, selon la nouvelle grille communale de densité à sept niveaux définie par l'Insee en 2022.
Elle appartient à l'unité urbaine de Lyon, une agglomération inter-départementale regroupant 123  communes, dont elle est une commune de la banlieue,,. Par ailleurs la commune fait partie de l'aire d'attraction de Lyon, dont elle est une commune de la couronne,. Cette aire, qui regroupe 397 communes, est catégorisée dans les aires de 700 000 habitants ou plus (hors Paris),.

### Occupation des sols
L'occupation des sols de la commune, telle qu'elle ressort de la base de données européenne d’occupation biophysique des sols Corine Land Cover (CLC), est marquée par l'importance des territoires agricoles (71,6 % en 2018), en diminution par rapport à 1990 (74,4 %). La répartition détaillée en 2018 est la suivante : 
cultures permanentes (34,3 %), zones agricoles hétérogènes (31,2 %), zones urbanisées (18,6 %), forêts (9,8 %), prairies (6,2 %). L'évolution de l’occupation des sols de la commune et de ses infrastructures peut être observée sur les différentes représentations cartographiques du territoire : la carte de Cassini (XVIIIe siècle), la carte d'état-major (1820-1866) et les cartes ou photos aériennes de l'IGN pour la période actuelle (1950 à aujourd'hui).

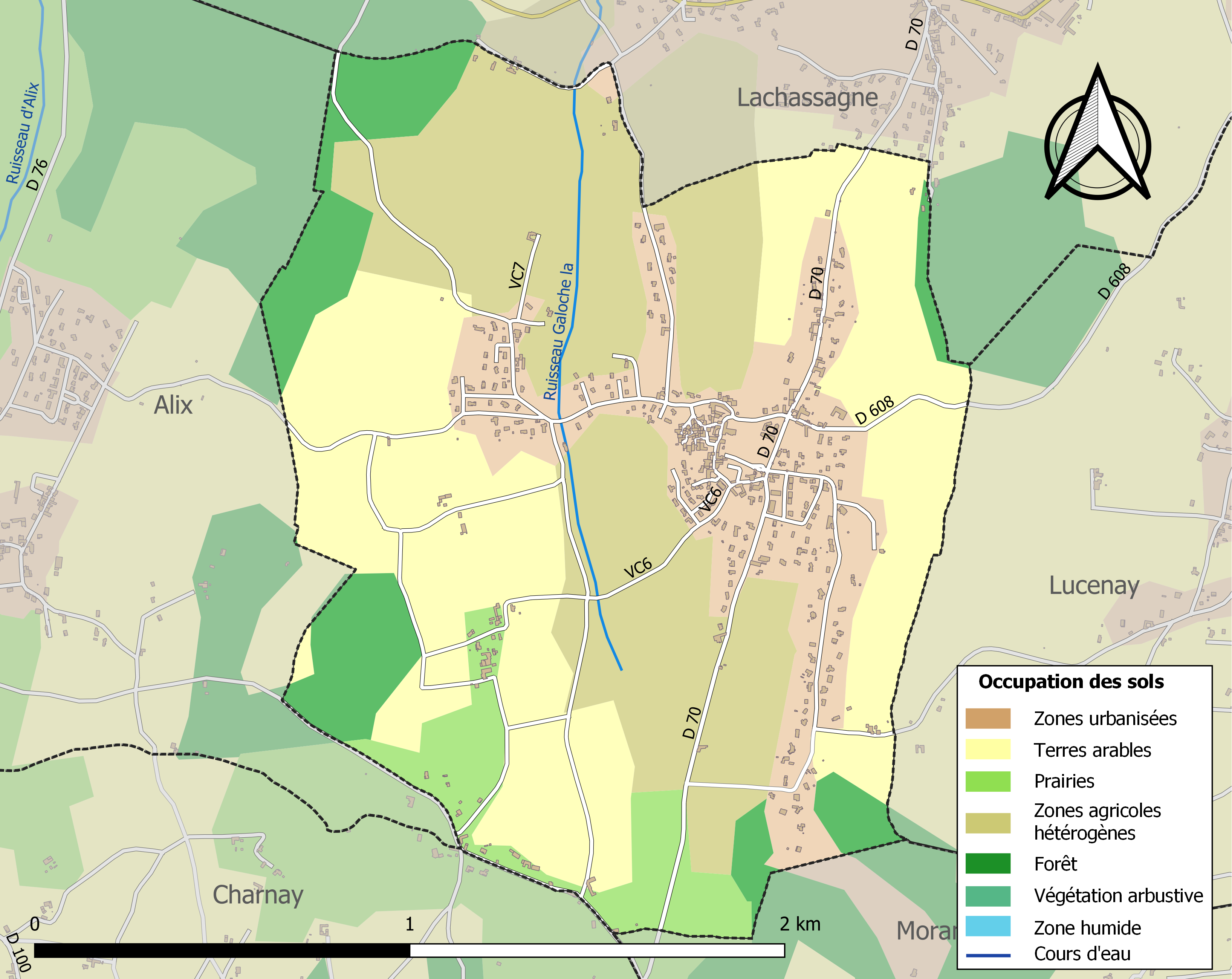
Carte des infrastructures et de l'occupation des sols de la commune en 2018 (CLC).

## Politique et administration
| Période                                  | Période  | Identité       | Étiquette | Qualité |
| ---------------------------------------- | -------- | -------------- | --------- | ------- |
| 2014                                     | En cours | Philippe Soler |           |         |
| 2001                                     | 2014     | Bernard Aimo   |           |         |
| Les données manquantes sont à compléter. |          |                |           |         |

## Population et société

### Démographie
L'évolution du nombre d'habitants est connue à travers les recensements de la population effectués dans la commune depuis 1793. Pour les communes de moins de 10 000 habitants, une enquête de recensement portant sur toute la population est réalisée tous les cinq ans, les populations de référence des années intermédiaires étant quant à elles estimées par interpolation ou extrapolation. Pour la commune, le premier recensement exhaustif entrant dans le cadre du nouveau dispositif a été réalisé en 2006.

En 2022, la commune comptait 879 habitants, en évolution de +23,98 % par rapport à 2016 (Rhône : +3,93 %, France hors Mayotte : +2,11 %).
| 1793 | 1800 | 1806 | 1821 | 1831 | 1836 | 1841 | 1846 | 1851 |
| ---- | ---- | ---- | ---- | ---- | ---- | ---- | ---- | ---- |
| 280  | 219  | 310  | 756  | 677  | 810  | 900  | 329  | 354  |

| 1856 | 1861 | 1866 | 1872 | 1876 | 1881 | 1886 | 1891 | 1896 |
| ---- | ---- | ---- | ---- | ---- | ---- | ---- | ---- | ---- |
| 308  | 362  | 390  | 371  | 352  | 358  | 330  | 320  | 314  |

| 1901 | 1906 | 1911 | 1921 | 1926 | 1931 | 1936 | 1946 | 1954 |
| ---- | ---- | ---- | ---- | ---- | ---- | ---- | ---- | ---- |
| 321  | 292  | 262  | 202  | 224  | 223  | 200  | 196  | 214  |

| 1962 | 1968 | 1975 | 1982 | 1990 | 1999 | 2006 | 2011 | 2016 |
| ---- | ---- | ---- | ---- | ---- | ---- | ---- | ---- | ---- |
| 211  | 192  | 250  | 333  | 531  | 574  | 631  | 626  | 709  |

| 2021 | 2022 | - | - | - | - | - | - | - |
| ---- | ---- | - | - | - | - | - | - | - |
| 842  | 879  | - | - | - | - | - | - | - |

### Enseignement
Le village dispose depuis 2004 d'une école primaire pouvant accueillir quelque quatre-vingt-dix  élèves de la petite section au CM2. L'école a été nommée Jean-Michel Guy en hommage à un agriculteur du village, décédé quelques mois avant l'ouverture de l'école lors d'un accident de travail. La commune disposait auparavant d'une autre école située le long de la route de Charnay qui a été depuis réaménagée en salon de coiffure et cabinet médicale.

### Sports
Le village est traversé par le Sentier de grande randonnée de pays Tour du Beaujolais des Pierres dorées.

## Lieux et monuments
- La tour du télégraphe Chappe de Marcy, 55e des 58 stations reliant Lyon à Paris, qui fut utilisée de 1799 à 1852 (restaurée et fonctionnelle).